# Suzy
Susana Guerra, zámější pod svým uměleckým jménem Suzy, je portugalská zpěvačka. Bude reprezentovat Portugalsko na Eurovision Song Contest 2014 v dánské Kodani s písní "Quero ser tua".
Její první veřejné vystoupení proběhlo v době, kdy jí bylo pět let. Popularitu si získala díky účinkování v dětské kapele Onda Choc, která v devadesátých letech slavila velký úspěch. Do povědomí dospělých posluchačů se dostala v roce 1999, kdy společně se seskupením Anjos nazpívala vánoční skladbu „Nesta noite Branca“, která se v Portugalsku hraje do dnes. Své debutové album vydala v roce 2002.
Také si zahrála jednu z rolí v muzikálu My Fair Lady. Její další kroky směřovaly do USA, Kanady a Dubaje, kde pracovala jako letuška, aby se v roce 2010 vrátila zpátky do své rodné země a s novými písněmi se opět začala objevovat na koncertních pódiích.